# اسم‌های فارسی
اسم‌های فارسی هیچ جنسیتی ندارند و نشانه‌های حالت آن‌ها نسبت به فارسی باستان بسیار کاهش یافته‌اند.

## واژه‌سازی
اسم‌های فارسی را می‌توان با استفاده از پسوند و پیشوند ساخت. برای مثال در زیر برخی از مشتقات کلمه دان (ستاک حال فعل دانستن) ارائه شده‌است:
- دان + -ِش ← دانش
- دان + ا ← دانا
- دانش + مند ← دانشمند
- دانش + یک ← دانشیک
- دانش + گاه ← دانشگاه
- دانش + کده ← دانشکده
- دانش + نامه ← دانشنامه
- دانش + آموز ← دانش‌آموز
- دانش + جو ← دانشجو
- دانش + پژوه ← دانش‌پژوه
- تیم + راد ← تیمراد

## اضافه
ساخت نقش‌نمای اضافه روابط بین کلمات فارسی را مشخص می‌کند که تملک، صلاحیت (صفت-اسم)، عناوین (آقا، خانم) و نام‌ها (نام و نام خانوادگی) از جمله آن‌هاست. اضافه با مصوت کوتاه کسره نشان داده می‌شود. از آنجا که مصوت‌های کوتاه به‌طور معمول در زبان فارسی نوشته نمی‌شوند، معمولاً در متن ظاهر نمی‌شوند (استثنائات در زیر ذکر شده‌است)، اما می‌توان آن را در صحبت بیان کرد.
- مالکیت؛ مثلاً کتاب من
- صلاحیت؛ مثلاً دختر زیبا
- چندین واژه می‌توانند با اضافه به هم متصل شوند؛ مثلاً دختر زیبای دوستم، دختر دوست زیبایم

استثناها
1. اگر واژه‌ای با «ه» یا «ـه» به پایان برسد، در صورت اضافه شدن کسره به صورت «هٔ» یا «ـهٔ» در می‌آید؛ مثلاً خانه ← خانهٔ دوستم
2. اگر واژه‌ای با «ا» یا «ـا» به پایان برسد، در صورت اضافه شدن کسره به صورت «ای» یا «ـای» در می‌آید؛ مثلاً هوا ← هوای خوب

## جمع بستن
پسوند ها متداول‌ترین پسوند جمع بستن اسم‌ها در فارسی است که برای موجودات غیرزنده کاربرد بیشتری دارد. پسوند دیگری نیز به نام ان (همچنین گان، یان و وان در مواردی) تنها برای موجودات زنده کاربرد دارد. کلمات مؤنث عربی را می‌توان با پسوند ات جمع بست. برخی دیگر از اسم‌های عربی را نیز می‌توان با پسوندهای ین و ون جمع بست. چالش برانگیزترین نوع جمع بستن اسم‌ها برای واژگانی است که در عربی به جمع آن‌ها جمع مکسر گفته می‌شود و از طریق جایگزینی مصوت‌های داخلی تشکیل می‌شوند. این واژگان در زبان فارسی مانند همتایانشان در زبان عربی جمع بسته می‌شوند.